# 美原町 (北九州市)
美原町（みはらまち）は、福岡県北九州市八幡西区の町。住居表示実施済み。郵便番号は807-0847。

## 地理
八幡西区の中部西側に位置し、北に若葉、東に的場町、南に永犬丸東町、西に里中と接する。

### 湖沼
- 殿問（でんどう）下池[注 1]

## 地域の特徴
町域の南縁を県道48号中間引野線が通り、西縁の外側を筑豊電気鉄道線が走る。高台に立地する住宅地である。南部に北九州市立永犬丸小学校，北九州市立永犬丸市民センター，八幡永犬丸郵便局がある。

## 歴史
昭和31年の筑豊電気鉄道黒崎 - 中間間開通後、山林を開発した地区である。この辺りにはかつて大字永犬丸の字、殿問があった。

### 沿革
- 1973年（昭和48年）6月1日 - 美原町新設[4]。
- 1974年（昭和49年）4月1日 - 北九州市の行政区再編により、八幡区が八幡西区と八幡東区に分かれ、八幡区美原町は八幡西区美原町となる[5]。

### 町名の変遷
| 実施内容          | 実施年月日               | 実施後     | 実施前                       |
| ----------------- | ------------------------ | ---------- | ---------------------------- |
| 町名新設 住居表示 | 1973年（昭和48年）6月1日 | 美原町新設 | 大字永犬丸，大字引野の各一部 |

## 世帯数と人口
2025年（令和7年）3月31日現在（北九州市発表）の世帯数と人口は以下の通りである。
| 町     | 世帯数  | 人口  |
| ------ | ------- | ----- |
| 美原町 | 420世帯 | 917人 |

### 人口の変遷
国勢調査による人口の推移。
| 1995年（平成7年）  | 1,112人 | [ 7 ]  |  |
| 2000年（平成12年） | 959人   | [ 8 ]  |  |
| 2005年（平成17年） | 924人   | [ 9 ]  |  |
| 2010年（平成22年） | 865人   | [ 10 ] |  |
| 2015年（平成27年） | 855人   | [ 11 ] |  |
| 2020年（令和2年）  | 818人   | [ 12 ] |  |

### 世帯数の変遷
国勢調査による世帯数の推移。
| 1995年（平成7年）  | 407世帯 | [ 7 ]  |  |
| 2000年（平成12年） | 390世帯 | [ 8 ]  |  |
| 2005年（平成17年） | 389世帯 | [ 9 ]  |  |
| 2010年（平成22年） | 344世帯 | [ 10 ] |  |
| 2015年（平成27年） | 348世帯 | [ 11 ] |  |
| 2020年（令和2年）  | 351世帯 | [ 12 ] |  |

## 学区
市立小・中学校に通う場合、学区は以下の通りとなる。
| 町     | 街区 | 小学校                 | 中学校                 |
| ------ | ---- | ---------------------- | ---------------------- |
| 美原町 | 全域 | 北九州市立永犬丸小学校 | 北九州市立永犬丸中学校 |

## 交通

### バス
域内のバス停と系統は以下のとおりである。
| 運行事業者 | 運行事業者   | 西鉄バス北九州 | 西鉄バス北九州 |
| 系統       | 系統         | 74             | 74-1           |
| 停留所     | 八幡南高校下 | ○              | ○              |
| 停留所     | 榊姫神社     | ○              | ○              |

### 道路
- 県道48号中間引野線

## 施設

### 公共施設
- 北九州市立永犬丸市民センター

### 教育施設
- 北九州市立永犬丸小学校

### 金融機関
- 八幡永犬丸郵便局

### 公園
- 美原公園